# Sudáfrica en los Juegos Olímpicos de París 2024
Sudáfrica estuvo representada en los Juegos Olímpicos de París 2024 por un total de 149 deportistas que compitieron en 20 deportes. Responsable del equipo olímpico es el Confederación Deportiva y Comité Olímpico Sudafricano, así como las federaciones deportivas nacionales de cada deporte con participación.
Los portadores de la bandera en la ceremonia de apertura fueron el atleta Akani Simbine y la gimnasta Caitlin Rooskrantz.

## Medallistas
El equipo olímpico de Sudáfrica obtuvo las siguientes medallas:
| Nombre                                                        | Deporte             | Competición      |
| ------------------------------------------------------------- | ------------------- | ---------------- |
| Oro                                                           |                     |                  |
| Tatjana Smith                                                 | Natación            | 100 m braza F    |
| Plata                                                         |                     |                  |
| Bayanda Walaza Shaun Maswanganyi Bradley Nkoana Akani Simbine | Atletismo           | 4 × 100 m M      |
| Jo-Ane van Dyk                                                | Atletismo           | Jabalina F       |
| Tatjana Smith                                                 | Natación            | 200 m braza F    |
| Bronce                                                        |                     |                  |
| Alan Hatherly                                                 | Ciclismo de montaña | Campo a través M |
| Equipo                                                        | Rugby 7             | Torneo M         |